# Лунь степовий
Лунь степовий (Circus macrourus) — хижий птах родини Яструбові (Accipitridae) ряду Соколоподібні (Falconiformes), занесений до Червоної книги України.

## Зовнішній вигляд
Птах середнього розміру. Дещо менший за польового луня. Маса тіла: 310–550 г, довжина тіла: 400–480 мм, розмах крил: 950–1100 мм. У забарвленні і розмірах добре виражений статевий диморфізм. Самець зверху світло-сірий, знизу білуватий з вузькими чорними вершинами крил. Самка бурувата зверху і світло-вохриста з дрібними поперечними рисками знизу, з контрастним білим надхвістям. Молодий птах на першому році життя схожий на самку.

## Ареал виду та його поширення в Україні
Поширений у Євразії — від пониззя Дунаю до Забайкалля та Північно-західної Монголії. Зимує у Південній Азії, Східній та Південній Африці. В Україні ще у середині ХХ ст. був досить звичайним видом майже усієї степової смуги, але потім зник з гніздування на усій території, і в останні роки випадків гніздування також не спостерігали.

## Чисельність і причини її зміни
На гніздуванні в Україні відсутній, дуже рідкісний під час прольоту. В цілому у Європі гніздиться, за різними оцінками, 310–1200 тис. пар (майже усі в Росії) . Основні причини зміни чисельності: суцільне розорювання степів призвело до знищення гніздових біотопів, обмежило можливості здобування їжі у високотрав'ї польових культур; негативний вплив мало застосування пестицидів.

## Особливості біології

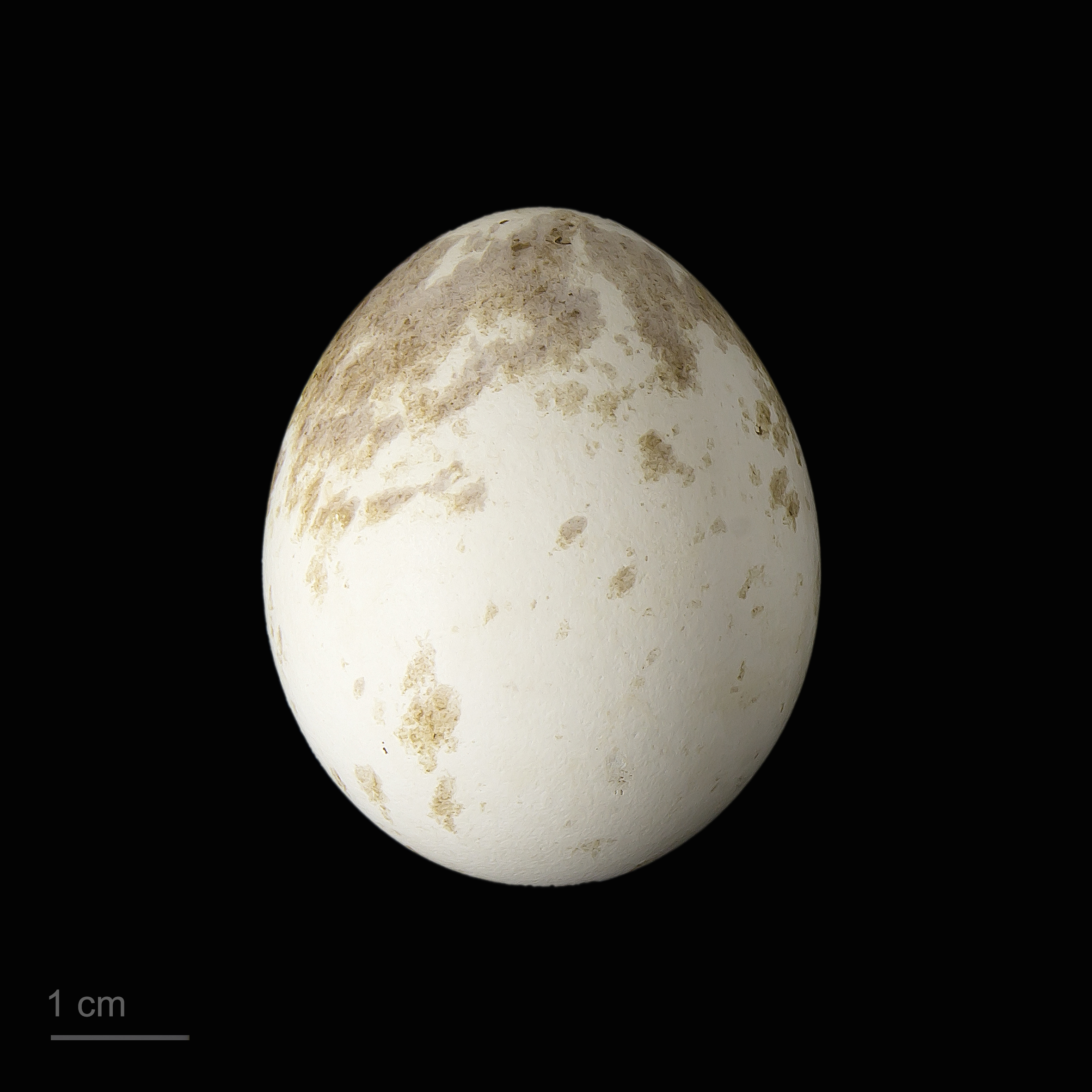
Яйце степового луня в оологічній колекції, Тулузький музей

Перелітний птах. В Україні рідкісний пролітний птах. Через територію України весною пролітає з кінця березня до середини квітня. Тримається у відкритих ландшафтах. Полюбляє оселятися в заростях бур'янів, чагарників, іноді серед лучного високотрав'я та на полях озимих. Моногам. Гнізда влаштовує на землі. У кладці 3–5 яєць, які відкладає у першій половині травня). Насиджування триває близько 30 діб. Пташенята залишають гніздо в 40-денному віці. Осіння міграція через територію України відбувається наприкінці серпня — у вересні. На зимівлі в Україні не трапляється. Живиться дрібними гризунами і птахами, рідше плазунами, земноводними і комахами.

## Охорона
Занесено до Червоного переліку МСОП (2000) (близький до стану під загрозою), Включено до Червоної книги України (1994, 2009), до Конвенції з міжнародної торгівлі вимираючими видами дикої фауни і флори (CITES) (Додаток ІІ), Боннської (Додаток ІІ) та Бернської (Додаток ІІ) конвенцій.